# Grand Prix Francie 1908

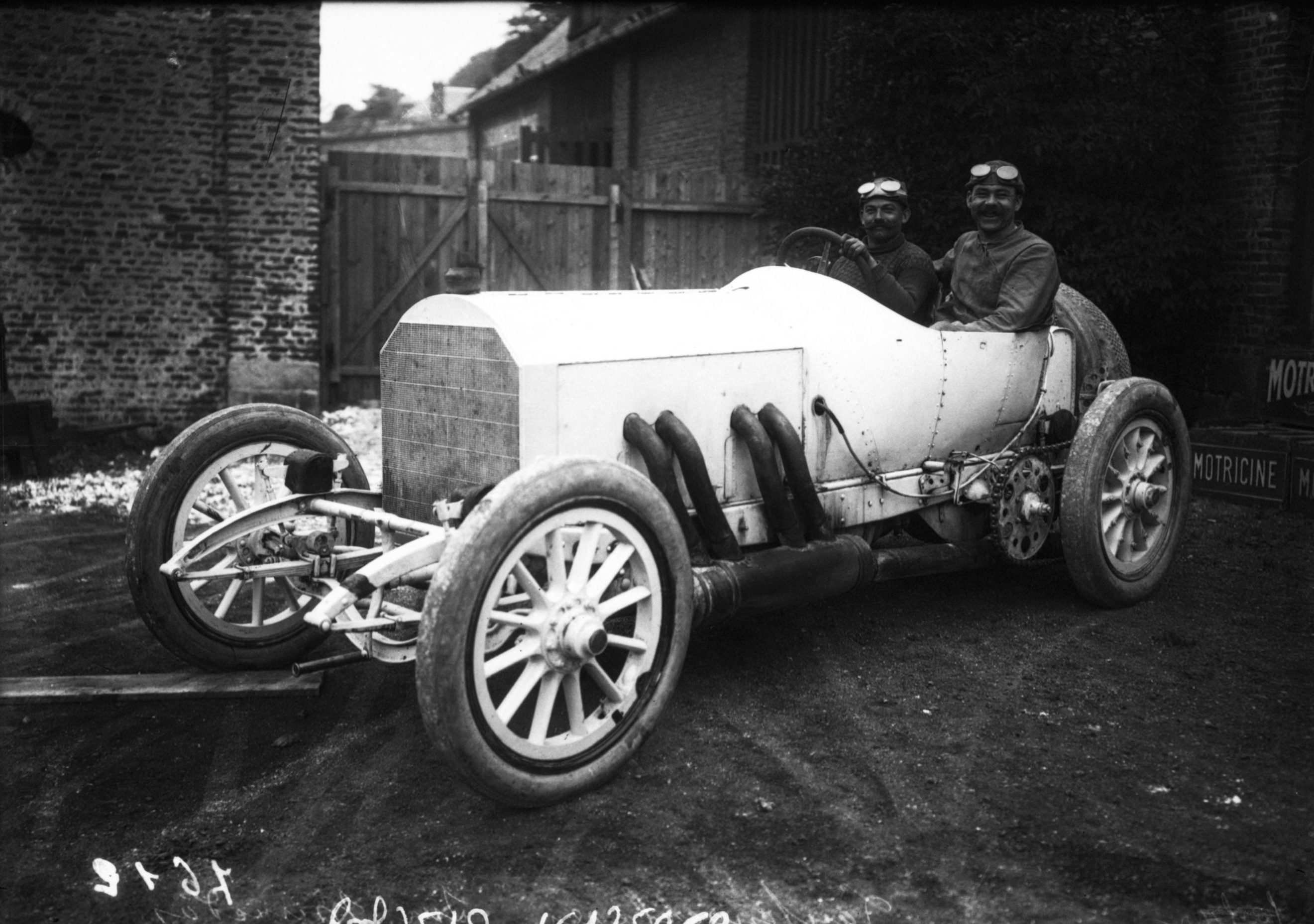
Vítěz Christian Lautenschlager

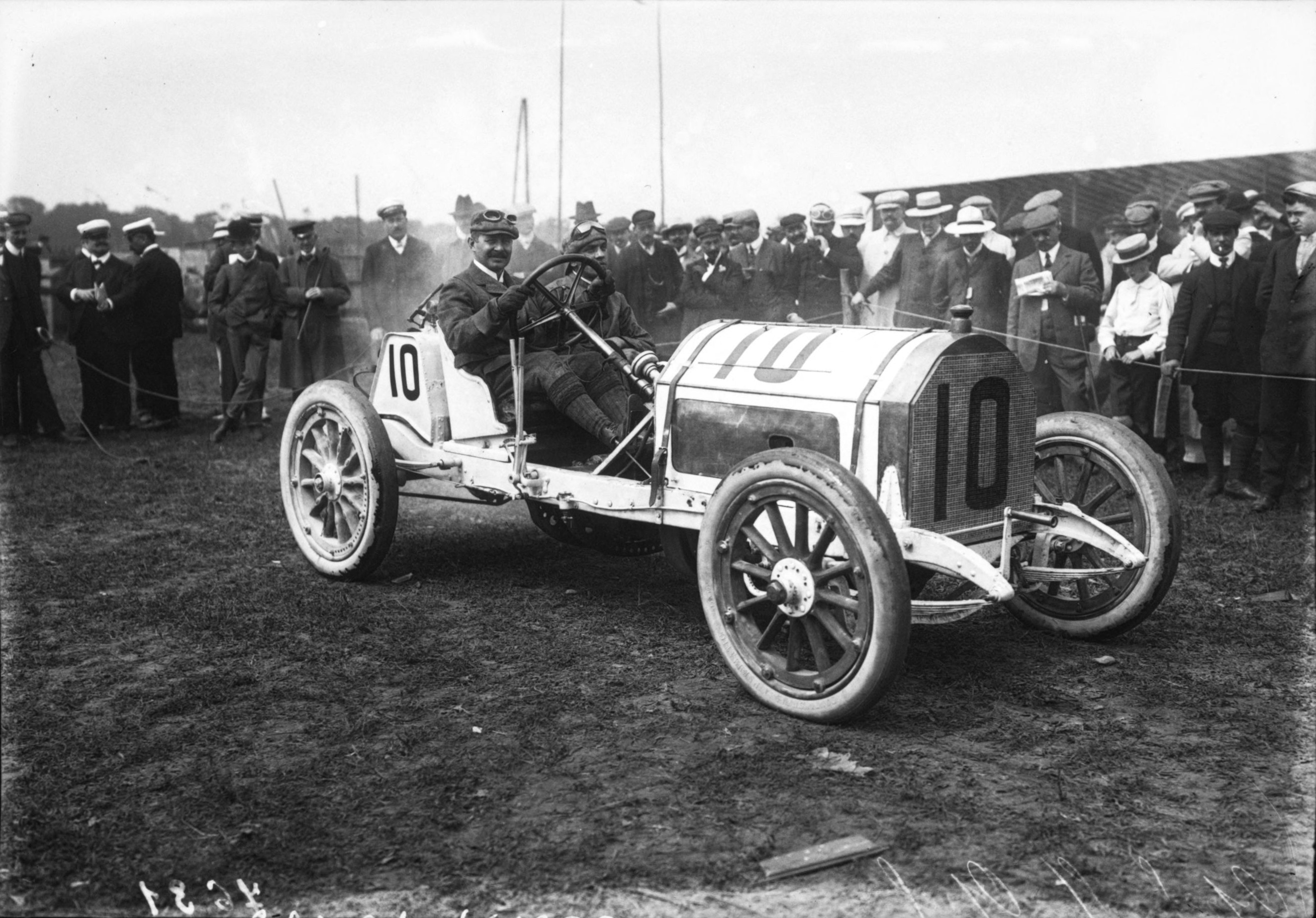
Fritz von Opel, Opel

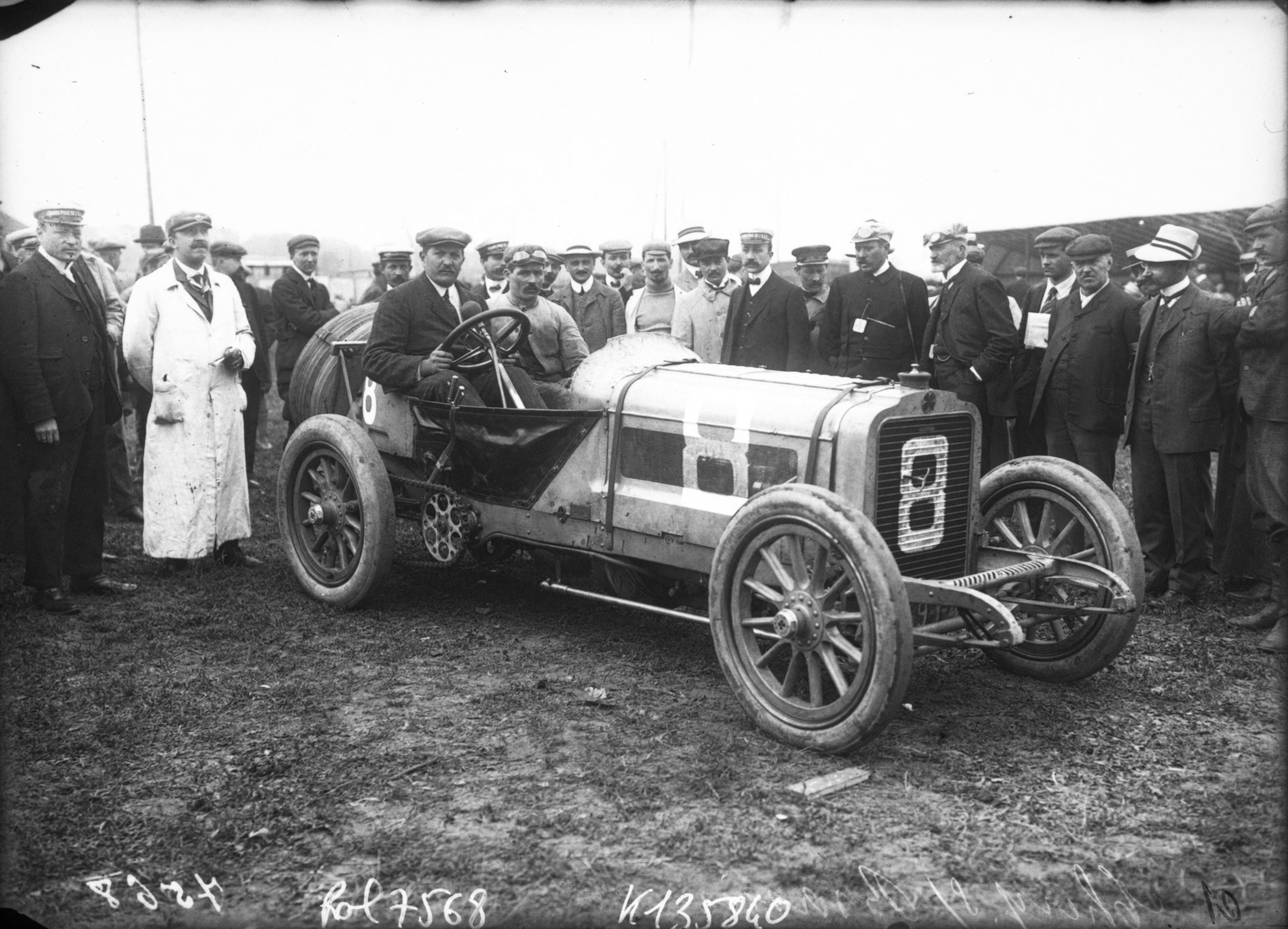
Léon Théry, Brasier

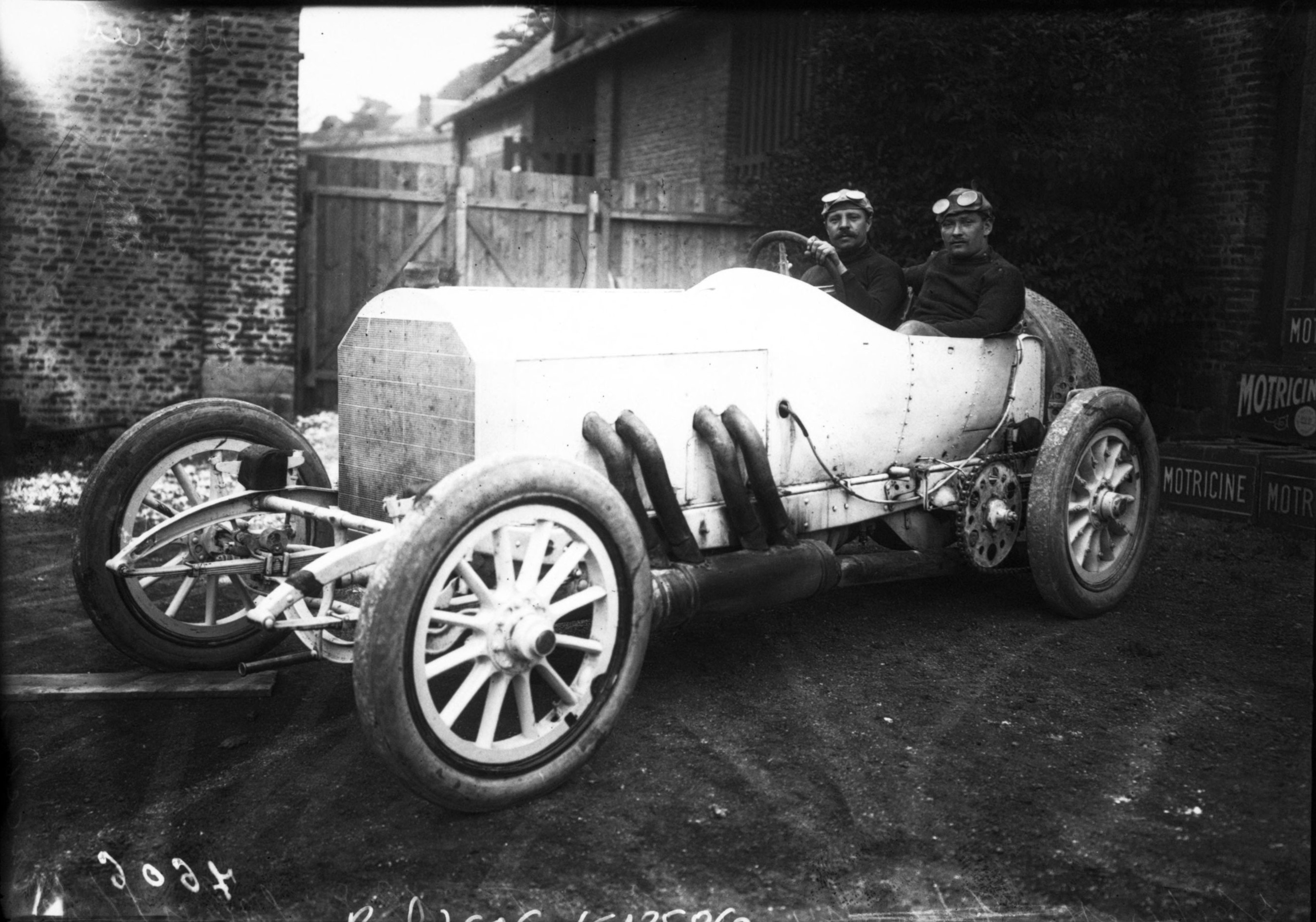
Otto Salzer, Mercedes

Grand Prix Francie 1908 (Grand Prix de l'Automobile Club de France) se konala 7. července v Dieppe.

## Pravidla
Závod se jel podle nových pravidel, schválených AIACR (Association Internationale des Automobile Clubs Reconnus) v belgickém Ostende v roce 1907. Neexistovalo už žádné omezení spotřeby paliva, minimální hmotnost vozidel byla stanovena na 1100 kilogramů a maximální vrtání válců bylo 155 milimetrů.
Tato omezení se lišila od pravidel americké série závodů Vanderbilt Cup, což odradilo americké výrobce automobilů od účasti v závodě.
Jedinou výjimkou tak byl vůz firmy Thomas Motor Company Flyer řízený Lewisem Strangem.

## Závod
Úkolem závodníků bylo ujet 10 kol na trojúhelníkovém okruhu veřejných silnic v okolí Dieppe s délkou téměř 77 km. Závod vyhrál Christian Lautenschlager na voze Mercedes, který dojel téměř 9 minut před Benzem Victora Hémeryho. Třetí dojel René Hanriot rovněž s vozem Benz. Lautenschlagerova průměrná rychlost byla více než 111 km/h. Nejrychlejší kolo zajel Otto Salzer na Mercedesu, s časem 36 minut 31 sekund a průměrnou rychlostí 126 km/h.
Závod se zapsal do historie také tragicky. Vůz řízený Henri Cissacem v osmém kole havaroval, několikrát se otočil a přitom rozdrtil jak řidiče, tak i řidiče-mechanika Schaubeho.
Šlo o první smrtelnou nehodu v historii Grand Prix.

## Klasifikace
| Umístění | Start č. | Řidič                      | Vůz               | Ujetá kola | Čas/Příčina odstoupení |
| -------- | -------- | -------------------------- | ----------------- | ---------- | ---------------------- |
| 1        | 35       | Christian Lautenschlager   | Mercedes          | 10         | 6:55:43.8              |
| 2        | 6        | Victor Hémery              | Benz 150 hp       |            | +8:40.2                |
| 3        | 23       | René Hanriot               | Benz 150 hp       |            | +9:29.2                |
| 4        | 11       | Victor Rigal               | Clément-Bayard    |            | +34:52.8               |
| 5        | 2        | Willy Pöge                 | Mercedes          |            | +36:47.2               |
| 6        | 27       | Carl Jörns                 | Opel              |            | +43.56.2               |
| 7        | 39       | Fritz Erle                 | Benz              |            | +56:48.0               |
| 8        | 37       | Sergej Dimitrievič         | Renault AK 90CV   |            | +1:07:39.0             |
| 9        | 16       | George Heath               | Panhard-Levassor  |            | +1:09:03.0             |
| 10       | 49       | Perpère                    | Germain           |            | +1:12:34.4             |
| 11       | 12       | Alessandro Cagno           | Itala             |            | +1:21:23.0             |
| 12       | 28       | Fernand Gabriel            | Clément-Bayard    |            | +1:25:11.2             |
| 13       | 36       | Courtade                   | Motobloc          |            | +1:26:10.0             |
| 14       | 20       | Pierre Garcet              | Motobloc          |            | +1:33:23.0             |
| 15       | 21       | Gustave Caillois           | Renault AK 90CV   |            | +1:33:23.4             |
| 16       | 14       | Camille Jenatzy            | Mors              |            | +1:38:11.8             |
| 17       | 31       | Landon                     | Mors              |            | +1:52:47.4             |
| 18       | 18       | JTC Moore-Brabazon         | Austin            |            | +1:56:17.0             |
| 19       | 1        | Dario Resta                | Austin            |            | +2:00:17.4             |
| 20       | 29       | Henri Fournier             | Itala             |            | +2:00:47.4             |
| 21       | 10       | Fritz von Opel             | Opel              |            | +2:21:38.6             |
| 22       | 17       | François Degrais           | Germain           |            | +2:27:01.0             |
| 23       | 32       | Henry Farman               | Panhard-Levassor  |            | +2:38:07.0             |
| --       | 8        | Léon Théry                 | Brasier           | 9          | kolo                   |
| --       | 41       | Paul Bablot                | Brasier           | 9          | magneto                |
| --       | 9        | Emile Stricker             | Porthos           | 9          |                        |
| --       | 43       | Michel                     | Opel              | 9          | chladič                |
| --       | 48       | Henri Cissac               | Panhard-Levassor  | 8          | smrtelná nehoda        |
| --       | 13       | Pryce Harrison             | Weigel            | 5          | nehoda                 |
| --       | 44       | Lucien Hautvast            | Clément-Bayard    | 5          | kolo                   |
| --       | 34       | Warwick Wright             | Austin            | 4          | motor                  |
| --       | 33       | François Marie Roch-Brault | Germain           | 4          |                        |
| --       | 15       | Lewis Strang               | Thomas            | 4          | spojka                 |
| --       | 40       | Louis Wagner               | Fiat 130 HP       | 3          | převodovka             |
| --       | 24       | Felice Nazzaro             | Fiat 130 HP       | 3          | motor                  |
| --       | 3        | Pierron                    | Motobloc          | 3          | nehoda                 |
| --       | 30       | Gregor Laxen               | Weigel            | 3          | nehoda                 |
| --       | 25       | Paul Baras                 | Brasier           | 3          | motor                  |
| --       | 38       | Ferdinando Minoia          | Lorraine-Dietrich | 3          | magneto                |
| --       | 5        | Arthur Duray               | Lorraine-Dietrich | 2          | spojka                 |
| --       | 4        | Ferenc Szisz               | Renault AK 90CV   | 2          | kola                   |
| --       | 19       | Otto Salzer                | Mercedes          | 2          | kolo                   |
| --       | 42       | Jules Simon                | Porthos           | 2          | vodní čerpadlo         |
| --       | 7        | Vincenzo Lancia            | Fiat 130 HP       | 1          | motor                  |
| --       | 22       | Henri Rougier              | Lorraine-Dietrich | 1          | magneto                |
| --       | 46       | Shannon                    | Weigel            | 1          | řízení                 |
| --       | 45       | Giovanni Piacenza          | Itala             | 1          | převodovka             |
| --       | 26       | J. Gaubert                 | Porthos           | 0          | vodní čerpadlo         |